# Skagersbrunn
Skagersbrunn var en brunnsort vid en källa med järnhaltigt vatten belägen vid sjön Skagern norra strand mellan Gullspång och Degerfors, söder om Åtorp, i Kristinehamns kommun. I Skagersbrunn fanns Skagersbrunns hälsobrunn och vattenkuranstalt.

## Historia
Kurorten anlades år 1880 av Anders Petter Nilsson och nådde kulmen på sin blomstringsperiod i mitten av 1920-talet. Verksamheten blev olönsam efter att brunnskulturen avtog, och kurorten köptes av Uddeholmsbolaget år 1942, vilka i sin tur skänkte anläggningen till Metall år 1970. Därefter har egendomen haft privata ägare. Fastigheterna finns kvar och användes under 2010/20-talet som turistort för tyska ungdomar som ville uppleva Sverige.